# Paul McGuigan (musicista)
Paul McGuigan, detto Guigsy, da pronunciarsi Guìgsy (Manchester, 9 maggio 1971), è un bassista britannico, dal 1991 al 1999 membro della band inglese Oasis, di cui è uno dei fondatori.

## Carriera
Acceso sostenitore del Manchester City, come Liam e Noel Gallagher, da giovane era reputato una promessa del calcio. Giocava nel Maine Road, frequentato anche da Noel e da Paul Arthurs, fino a quando una rottura dei legamenti ne interruppe, sedicenne, la carriera.
Verso la fine degli anni ottanta McGuigan diede vita, insieme a Paul "Bonehead" Arthurs, Tony McCarroll e Chris Hutton, ai Rain, nome tratto dalla b-side Rain dei Beatles. Quando Hutton fu allontanato, Paul invitò il suo compagno di scuola Liam ad entrare nel gruppo. Quest'ultimo suggerì poi di cambiare il nome in Oasis. Noel si sarebbe unito alla band di lì a poco. Sebbene suonasse regolarmente il basso dal vivo, le parti di basso di McGuigan venivano occasionalmente suonate da Noel nei primi due album della band. Nonostante le voci secondo cui McGuigan non suonasse il basso in Definitely Maybe e che le sue parti e di Bonehead siano state sostituite da Noel nei primi due album, ciò fu smentito dal produttore della band, Owen Morris. Come gli altri membri della band, McGuigan ha detto di aver fatto uso di erba durante il tour. Lasciò la band nel 1995 per esaurimento nervoso e vi rientrò poco dopo a metà di un tour negli Stati Uniti.

Noel dichiarò che anche nel periodo di massima popolarità della band di Manchester, a metà degli anni novanta, Paul rimase sempre molto riservato: 
(Noel Gallagher)
 La sua tranquillità bilanciava l'esuberanza della band. Infatti fu proprio Guigsy, durante le registrazioni di Definitely Maybe, ad andare a recuperare Noel in un pub dopo una litigata con Bonehead e a riportarlo in studio a registrare "Slide Away". Il 4 aprile 1997 sposò Ruth, con la quale ebbe un bambino, nato nel corso delle registrazioni di Be Here Now.
Nel 1999, dopo il litigio tra Noel e Arthurs e l'abbandono definitivo di quest'ultimo, era assodato anche quello di McGuigan. Infatti qualche settimana dopo lasciò gli Oasis per la seconda e ultima volta, dicendo di voler trascorrere più tempo con la sua famiglia. In un'intervista rilasciata a MTV Gonzo nel 2006 Noel disse che Guigsy si defilò tramite fax ed evitò di rispondere al telefono nei giorni seguenti. Noel aggiunse di non nutrire risentimento verso Guigsy, nonostante i numerosi tentativi di contattarlo andati a vuoto. McGuigan si esibisce occasionalmente come DJ. Ha rifiutato di apparire nel DVD Definitely Maybe del 2004, anche se compare una sua lettera dove spiega le sue ragioni e c'è anche un breve segmento in cui gli altri membri esprimono le loro opinioni su di lui. Ha anche rifiutato di essere intervistato per il documentario Oasis: Supersonic del 2016, anche se sono stati invece utilizzati filmati di repertorio di lui.
McGuigan ha detto del suo modo di suonare nel 1995: "Quando ho iniziato suonavo semplicemente su e giù la corda più alta del basso. Ora che ci penso, è quello che faccio ancora adesso."

## Vita privata
Appassionato di sport, McGuigan ama soprattutto il calcio ed è un tifoso da sempre del Manchester City. Nel 1996, dichiarò a Rolling Stone: "guardare il calcio è il mio hobby principale. Guardare il calcio, guardare video sul calcio, leggere di calcio e parlare di calcio. È praticamente tutto ciò che mi interessa". Nel documentario del 2016 Oasis: Supersonic, Noel Gallagher ha scherzato dicendo che essere negli Oasis era un "umile quinto" nella lista delle cose preferite di McGuigan dopo "il cricket, Doctor Who, l'erba e il Manchester City".
McGuigan è rinomato per la sua conoscenza enciclopedica del calcio e del cricket. Durante un'intervista alla BBC Radio 1 nel 1995, ha nominato FourFourTwo come la sua rivista preferita. Mentre era ancora con gli Oasis, ha co-scritto un libro con il giornalista Paolo Hewitt sul calciatore Robin Friday, intitolato The Greatest Footballer You Never Saw.